# Louis de Baudicour
Louis-Joseph Collette de Baudicour, né Louis-Joseph Collette le 2 février 1815 à Paris et mort le 15 mai 1883 dans la même ville, est un publiciste français.

## Biographie
Il est auteur entre autres de La France au Liban en 1879.  Il est secrétaire général de la Société de Saint-Vincent-de-Paul du 14 mars 1839 à 1853, succédant à Lallier. Louis de Baudicour présida aussi la Compagnie d'Afrique et d'Orient à partir du 22 février 1848. Il adresse le 27 septembre 1849 au Ministre de la Guerre Joseph Marcellin Rullière un mémoire intitulé Proposition de placer des populations maronites en Algérie,. Il fait également partie des Membres du 1er Conseil Général de L'Œuvre des Écoles d'Orient le 25 avril 1856, plus connue actuellement sous le nom de L’Œuvre d’Orient.